# LaFayette (Nowy Jork)
LaFayette – miasto w Stanach Zjednoczonych, w stanie Nowy Jork, w hrabstwie Onondaga.